# Storhertugdømmet Hessen
Storhertugdømmet Hessen og ved Rhinen (tysk: Großherzogtum Hessen und bei Rhein) er et tidligere tysk land, der eksisterede fra 1806 til 1918. Dets territorium lå nord og syd for Frankfurt am Main i den nuværende tyske delstat Hessen og vest for Rhinen omkring Mainz i den nuværende tyske delstat Rheinland-Pfalz. Hovedstaden var Darmstadt.
Storhertugdømmet Hessen opstod som grundlæggende medlem af Rhinforbundet i 1806, da Landgrevskabet Hessen-Darmstadt blev ophøjet til storhertugdømme. Fra 1815 var det medlem af Det Tyske Forbund, og i 1871 blev det en medlemsstat i Det Tyske Kejserrige. Ved kejserrigets kollaps i 1918 blev monarkiet afskaffet, og Hessen udråbt til Folkestaten Hessen, der forblev en selvstændig stat indtil 1945.
Indtil 1866 var dets nordlige nabo hertugfamiliens tidligere søstergren, Hessen-Kassel, hvorefter det blev indlemmet i Preussen. Af denne grund blev staten tit omtalt som Hessen-Darmstadt.

## Historie
I begyndelsen af 1800-tallet var kejser Napoleon af Frankrig den mest herskende i Europa. I 1806 grundlagde han Rhinforbundet, der var en samling af de tyske stater, som var hans allierede. Som anerkendelse blev Landgrevskabet Hessen-Darmstadt ophøjet til at være storhertugdømme. Den daværende landgreve Ludwig 10. blev herefter til storhertug Ludwig 1. af Hessen. På grund af denne alliance, blev det lille rige endnu mindre, da Napoleon havde lidt sit nederlag, og Europa-kortet skulle tegnes på ny ved Wienerkongressen i 1815. Det fik dog lov til at bestå og området ved Mainz blev tilføjet.
Efter Preussisk-østrigske krig i 1866, hvor storhertugdømmet havde kæmpet på østrigsk side sammen med sin nabo Hessen-Kassel, fik det atter lov at bestå. Men det østrigske nederlag betød indlemmelsen af nabolandet i Preussen. Dermed var storhertugdømmet omgivet af Preussen eller dets allierede. Desuden blev det nordlige område, Oberhessen, medlem af det Nordtyske Forbund og dermed direkte allieret med Preussen.
Efter proklamationen af det Tyske Kejserrige i 1871, blev hele storhertugdømmet en satellitstat herunder. Fortsat med sin egen fyrste, der dog havde sin overordnede – nemlig den tyske kejser.
Ved afslutningen af 1. verdenskrig i 1918 blev kejserriget ophævet og alle monarkier i Tyskland blev afskaffet. I stedet blev Folkerepublikken Hessen udråbt, der varede indtil 1945 hvor delstaterne Hessen og Rheinland-Pfalz blev oprettet i det daværende Vesttyskland.

## Provinser
Storhertugdømmet Hessen bestod af tre provinser:
- Starkenburg (med hovedstaden Darmstadt)
- Rheinhessen (med hovedstaden Mainz)
- Oberhessen (med hovedstaden Gießen)

## Eksterne links
- Wikimedia Commons har flere filer relateret til Storhertugdømmet Hessen

50°N 10°Ø / 50°N 10°Ø